# コンナル・トゥルーマン
コンナル・トゥルーマン（1996年3月26日 - ）はイングランドのサッカー選手。ポジションはGK。バーミンガム・シティFC所属。

## 経歴
2007年にバーミンガム・シティFCに加入。2014年6月にトップチームと契約を交わした。
2014-15シーズン終了後には契約をさらに1年延長した。2017年5月、クラブと新たに3年契約を締結した。
2019-20シーズンも新たに2年契約にサインしたが、自身の立ち位置は3番手であった。
2020年8月4日、AFCウィンブルドンに期限付き移籍した。2021年11月23日には、オックスフォード・ユナイテッドFCに期限付き移籍した。